# Alexandre Charpentier
Pour les articles homonymes, voir Charpentier (homonymie).
Alexandre Louis Marie Charpentier, né le 10 juin 1856 à Paris et mort le 4 mars 1909 à Neuilly-sur-Seine, est un sculpteur, médailleur, ébéniste et peintre français.

## Biographie
Fils d'ouvrier, Alexandre Charpentier entre comme apprenti chez un bijoutier, puis chez un médailleur, où il se familiarise avec la sculpture et le bas-relief. Tenté par la sculpture, le jeune homme rentre à l'École des beaux-arts mais s'y voit contraint de poursuivre son apprentissage en gravure de médaille. Il y est, de 1871 à 1876, élève dans l'atelier de gravure d'Hubert Ponscarme.
Il débute au salon de 1877 avec un médaillon représentant le portrait de sa mère. Il exécute un bas-relief, Tireur d'arc, exposé au Salon de 1879 et acheté par Alexandre Dumas. En 1890, il expose en compagnie de ses amis anarchistes et néo-impressionnistes comme Maximilien Luce, Camille Pissarro, Paul Signac, au Salon des XX, manifestation d'avant-garde se tenant à Bruxelles. Ami de Constantin Meunier, de Jules Louis Rame, Charpentier fréquente la bohème artistique et littéraire. Il collabore au Théâtre-Libre d'Antoine pour lequel il dessine les programmes et réalise les portraits des collaborateurs sous forme de médaillons. Il réalise le décor sculpté du cabaret le Chat noir.
À la fin de sa carrière, Charpentier revient à la gravure de médaille, en particulier pour la Société des amis de la médaille française, ainsi qu'à la statuaire. Alexandre Charpentier était un ami intime de Claude Debussy qui lui a dédié l'une des pièces du deuxième livre des Images pour piano, « Cloches à travers les feuilles ». Debussy lui a demandé de lui remettre les insignes de chevalier de la Légion d'honneur.
En juin 1899, il rejoint la Société nouvelle de peintres et de sculpteurs, avec une première exposition collective à la galerie Georges Petit à Paris en mars 1900.
Charpentier, ouvert à tous les arts et touche-à-tout de génie, a contribué à bousculer la hiérarchie entre arts majeurs et arts mineurs et à attirer l'attention sur les arts décoratifs, en adhérant en 1896 à un groupe d’artistes, dénommé  « Les Cinq », avec Félix Albert Anthyme Aubert, Henry Nocq, Charles Plumet, et François-Rupert Carabin, transformé  en 1898 en un mouvement : L'Art dans Tout.
Il meurt le 4 mars 1909 en son domicile au no 117, rue Borghèse, à Neuilly-sur-Seine, et, est inhumé au Cimetière de Saint Ouen (10e division).

## L'œuvre

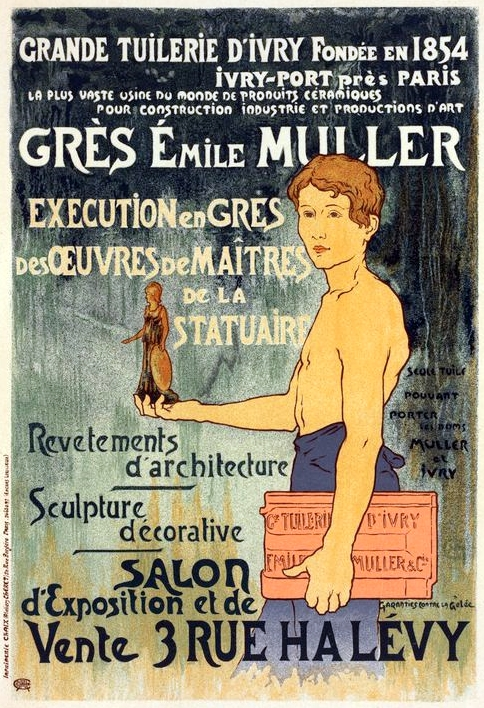
Affiche pour une exposition de grès issus de l'entreprise fondé par Émile Muller (1897).

En 1883, sa Jeune Mère allaitant un enfant est acheté par l'État qui lui en commande le marbre. Il est l'auteur de nombreuses médailles de diverses personnalités. Séduit depuis toujours par les arts décoratifs, il expose en 1896 rue Caumartin à Paris des « objets destinés à servir, des objets usuels, d'utilité courante qui soient des œuvres d'art ». L'une de ses affiches, Grande Tuilerie d'Ivry, est reproduite dans la revue de Jules Chéret, Les Maîtres de l'affiche.
Il ouvre plusieurs ateliers d'ébénisterie, conçoit de nombreux ensembles de mobilier, obtient le grand prix à l'Exposition universelle de 1900 à Paris. Il participe à la décoration exemplaire de la villa Majorelle à Nancy, et réalise une salle à manger pour Adrien Bénard, banquier et promoteur du métropolitain, pour sa villa de Champrosay. Cet ensemble est conservé à Paris au musée d'Orsay,.
Alexandre Charpentier est un rénovateur des arts décoratifs et l'un des maîtres français de l'Art nouveau.

## Œuvres conservées dans les collections publiques

### Aux États-Unis
- Jeune mère allaitant son enfant (vers 1883-1893), bronze, Carnegie Museum of Art, Pittsburgh.
- Paul Fierens, 1896, plaquette en bronze, National Gallery of Art, Washington[9].

### En France
- Louis Welden Hawkins (1849-1910) peintre, masque en bronze, 1893, musée d'Orsay, Paris.
- Fontaine-Lavabo, Le Poème de l'eau, 1894, étain et bois de noyer, Petit Palais, Paris.
- Le Penseur, sculpture en étain régulé sur grès composé par Auguste Delaherche, 1895, musée d'Orsay, Paris.
- Libre Esthétique, 1895, médaille en bronze, musée d'Orsay, Paris.
- Hommage à Émile Zola, 1898, médaille en bronze, musée d'Orsay, Paris.
- Saint Sébastien, 1897, plaquette en bronze, musée d'Orsay, Paris.
- Les Boulangers, 1897, bas-relief en céramique réalisé en collaboration avec la manufacture Émile Muller, square Théodore-Monod.
- Pupitre à musique, 1901, musée des Arts décoratifs de Paris.
- Salle à manger pour le banquier Adrien Bénard, 1900-1901, musée d'Orsay, Paris.
- Buste de Linette Aman-Jean , 1908, terre cuite, musée  d'Orsay, Paris[10].
- Médaillon du Monument à Charlet, square de l'Abbé-Migne, Paris[11].

## Médailles
- Société des amis des livres, 1898. Bronze[12].

## Galerie

Œuvres d'Alexandre Charpentier
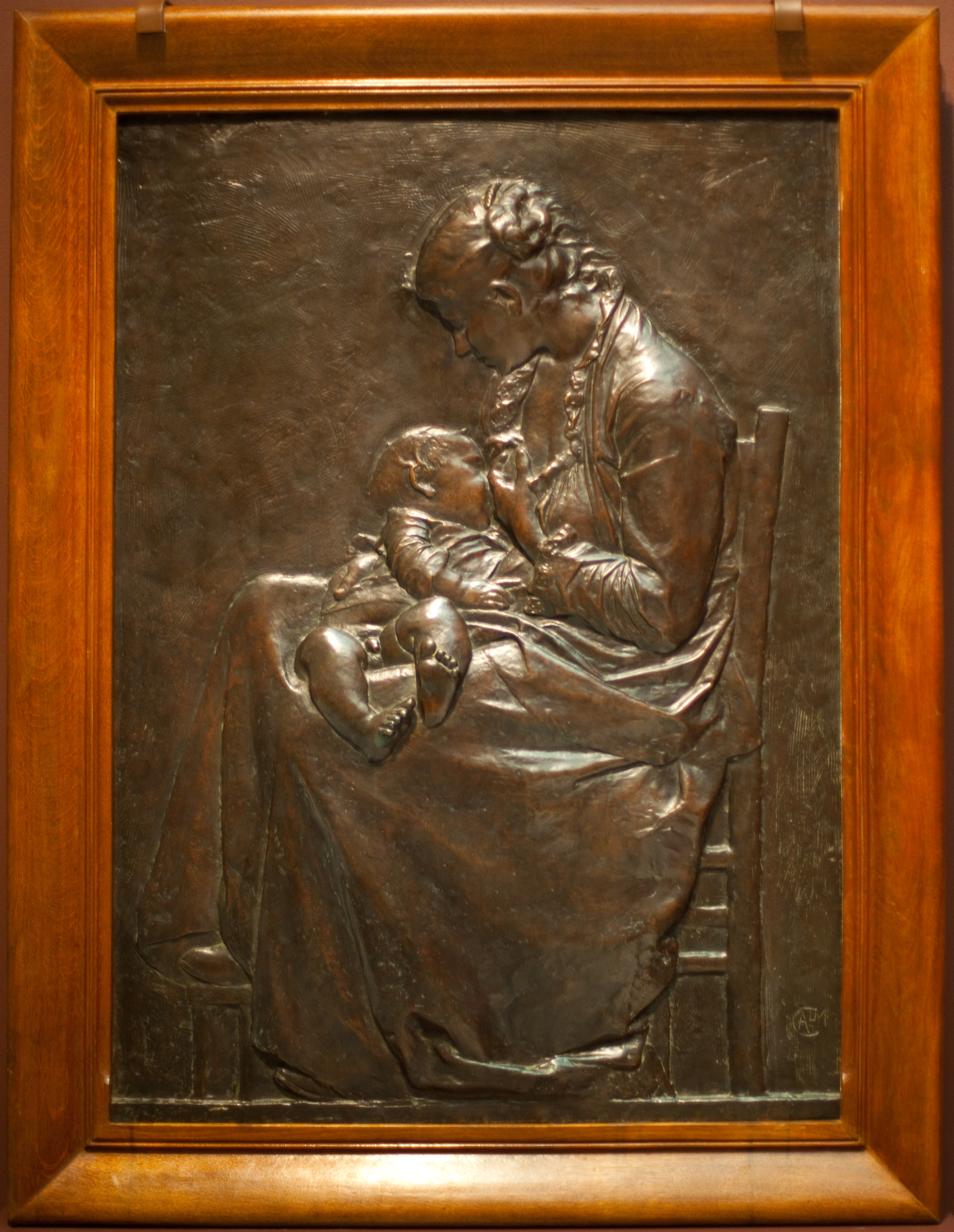
Jeune mère allaittant son enfant (vers 1883-1893), bronze, Pittsburgh, Carnegie Museum of Art.
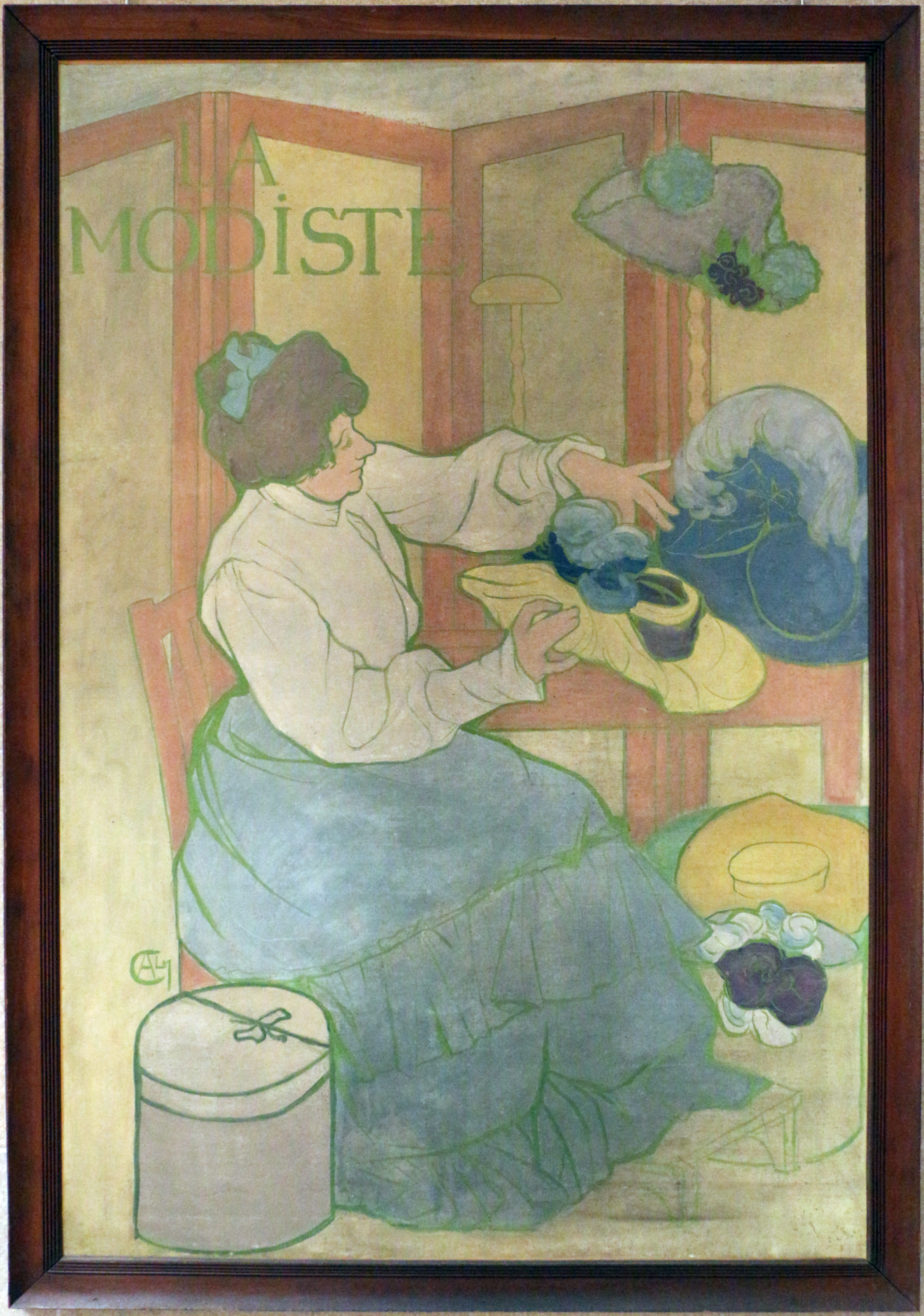
La Modiste (1893-1896), Paris, musée d'Orsay.
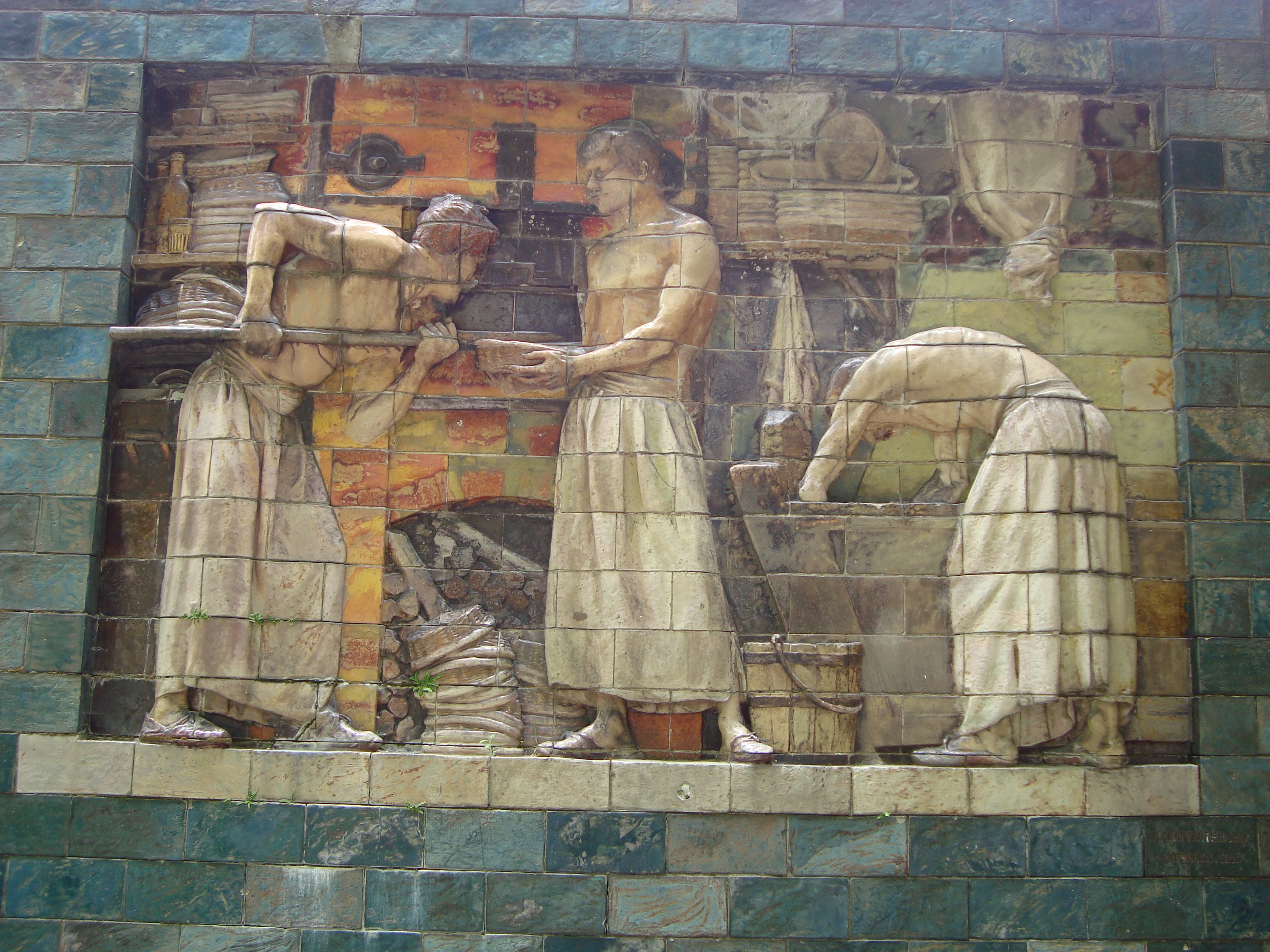
Les Boulangers (1897), bas-relief, Paris, square Théodore-Monod.
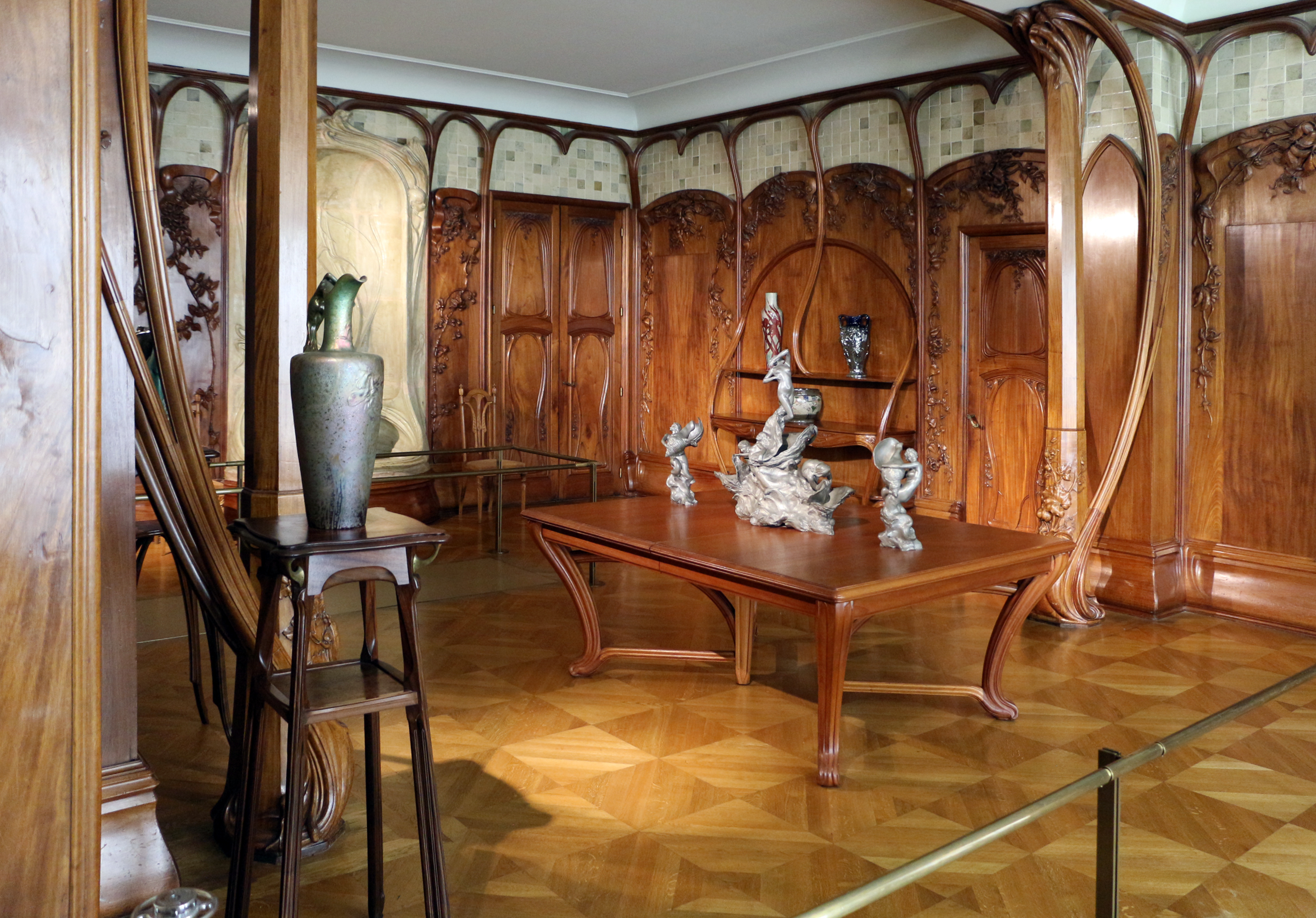
Boiseries de la salle à manger de la propriété Bénard (1900-1901), Paris, musée d'Orsay.

## Élèves
- Élisa Beetz
- Francesco Giambaldi
- Séverin Rappa

## Distinctions
- Chevalier de la Légion d'honneur (1900)

## Hommages
Une rue porte son nom à Paris.